# Diógenes de Esmirna
Diógenes de Esmirna (século IV a.C.) foi um filósofo grego da escola eleática, tendo sido aluno de Metrodoro de Quio e de Protágoras.
É tido como professor de Anaxarco e de ter partilhado as opiniões de Protágoras.